# Liste der Monuments historiques in Crots
Die Liste der Monuments historiques in Crots führt die Monuments historiques in der französischen Gemeinde Crots auf.

## Liste der Bauwerke
| Bezeichnung         | Beschreibung                           | Standort | Kennzeichnung | Schutzstatus | Datum | Bild           |
| ------------------- | -------------------------------------- | -------- | ------------- | ------------ | ----- | -------------- |
| Kirche St-Laurent   | Erbaut ab dem 14. Jahrhundert          | (Lage)   | PA00080554    | Inscrit      | 1978  | weitere Bilder |
| Château de Picomtal | Schloss, erbaut ab dem 13. Jahrhundert | (Lage)   | PA00080553    | Inscrit      | 1989  | weitere Bilder |
| Kloster Boscodon    | Erbaut im 12. Jahrhundert              | (Lage)   | PA00080552    | Classé       | 1989  | weitere Bilder |

## Liste der Objekte
- Monuments historiques (Objekte) in Crots in der Base Palissy des französischen Kultusministeriums